# Carmel (Uruguay)
Carmel ist eine Ortschaft in Uruguay.

## Geographie
Sie befindet sich im südlichen Teil des Departamento Canelones in dessen Sektor 37. Carmel grenzt westlich bzw. nördlich an Lomas de Carrasco bzw. La Tahona. In südwestlicher Richtung liegt in einigen Kilometern Entfernung das Gelände des Aeropuerto Internacional de Carrasco.

## Einwohner
Die Einwohnerzahl von Carmel beträgt 80 (Stand: 2011).
| Jahr | Einwohner |
| ---- | --------- |
| 2004 | 13        |
| 2011 | 80        |

Quelle: Instituto Nacional de Estadística de Uruguay